# Павловский, Фёдор Кириллович
Фёдор Кири́ллович Павло́вский (2 марта 1921 года, Сосновка, Чигиринский уезд — 6 октября 1943 года, деревня Пирки, Брагинского района Гомельской области) — Герой Советского Союза, участник Великой Отечественной войны.

## Биография
Родился в селе Сосновка, ныне Кировоградской области. Украинец.
В 1940 окончил Черкасский сельскохозяйственный техникум, начал работать агрономом в колхозе. В том же году призван в Рабоче-Крестьянскую Красную Армию.
На фронте с 1941 года. Комсорг 2-го стрелкового батальона 1181-го стрелкового полка 356-й стрелковой дивизии лейтенант Ф. К. Павловский особо отличился при освобождении Комаринского (ныне — Брагинского) района Белоруссии.
6 октября 1943 года с группой бойцов занял стратегически важную высоту на правом берегу реки Днепр возле села Пирки. При отражении многочисленных контратак противника все бойцы группы погибли. Оставшись на высоте один, комсорг продолжал вести бой с превосходящими силами врага и, уничтожив 65 немецких солдат, удержал важный рубеж. В тот же день погиб при выполнении боевого задания.
Похоронен в городском посёлке Комарин в братской могиле советских воинов и партизан.

## Награды и звания
Указом Президиума Верховного Совета СССР «О присвоении звания Героя Советского Союза генералам, офицерскому, сержантскому и рядовому составу Красной Армии» от 15 января 1944 года за «образцовое выполнение боевых заданий командования на фронте борьбы с немецкими захватчиками и проявленными при этом отвагу и геройство» лейтенанту Павловскому Фёдору Константиновичу было присвоено звание Героя Советского Союза посмертно.

## Память
- Именем Ф. К. Павловского названа улица в Комарине[2], у Сосновской школы, которая носит его имя, установлен бюст героя, в посёлке Александровка — барельеф.
- Имя Героя размещено на Аллее Славы в Комарине (Гомельская область, Беларусь), с портретом и биографией[3].